# عصر النهضة التيموري

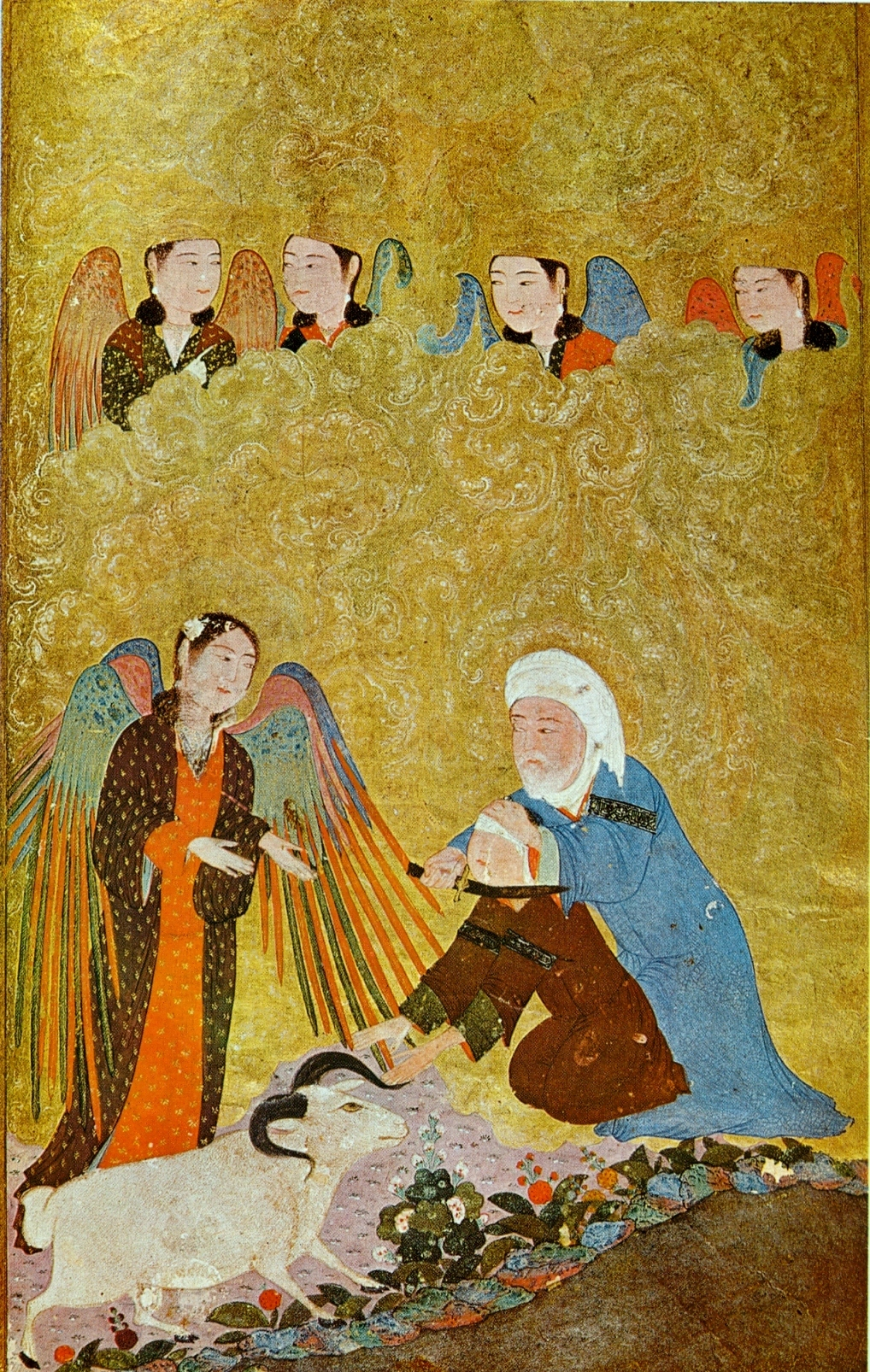
صورة تعبر عن عصر النهضة التيموري

كان عصر النهضة التيموري فترة من التاريخ الآسيوي والإسلامي امتدت من أواخر القرن الرابع عشر إلى أوائل القرن السادس عشر. عقب التقهقر التدريجي للعصر الذهبي الإسلامي، شهدت الإمبراطورية التيمورية، وكان مقرها آسيا الوسطى التي تحكمها السلالة التيمورية، انتعاش الفنون والعلوم في العالم الإسلامي. انتشرت حركتها عبر العالم الإسلامي وتركت آثارًا عميقة على آسيا في أواخر القرون الوسطى والحقبة الحديثة المبكرة. تعني كلمة نهضة renaissance الفرنسية «الانبعاث»، وتعرِّف فترة ما على أنها فترة انتعاش ثقافي. أثار استخدام المصطلح لوصف هذه الفترة تحفظاتٍ بين الباحثين، إذ يراها بعضهم أغنية البجعة خاصة الحضارة التيمورية.
لوحظت النهضة التيمورية في وقتٍ أبكر قليلًا من حركة النهضة في أوروبا. وُصفت بأنها مكافئة في المجد للكواترشنتو الإيطالي. بلغ عصر النهضة التيموري ذروته في القرن الخامس عشر، بعد نهاية فترة الغزوات والاحتلال المنغولي.
استنادًا إلى المُثُل الإسلامية؛ تضمنت أُسس عصر النهضة التيموري إعادة بناء سمرقند واختراع تيمورلنك لشطرنج تيمورلنك، وعهد شاه رخ وزوجته جوهرشاد في هراة (وهي مدينة نافست فلورنسا في عصر النهضة الإيطالي بصفتها مركزًا للانبعاث الثقافي)، وفترة عالم الفلك والرياضيات أولوغ بيك (إلى جانب موسوعيين وعلماء مسلمين بارزين)، وبناء راعي الفن السلطان حسين بايقرا مراكز تعليمية إضافية. أبدى العهد التيموري اهتمامًا متجددًا بالفن الفارسي الكلاسيكي وبقيت مصدر اهتمام كبير للعالم شمال الإفريقي ابن خلدون. نُفذت مشاريع بناء واسعة النطاق، فأُنشئت الأضرحة والمدارس الإسلامية والكتابهانات، وهي مشاغل كتب إسلامية قروسطية. نُشطت الدراسات الرياضية والفلكية، وبُلغ إتقان صناعة الأسلحة النارية في بداية القرن السادس عشر.
كانت أبرز التكليفات في حياة تيمورلنك هي بناء القصر الصيفي في شهرسبز ومسجد بيبي خانم، وبناء ريجستان. صارت مدينة هراة مركزًا هامًا للحياة الفكرية والفنية في العالم الإسلامي في هذا العصر. أصبحت سمرقند، وقد كانت مركزًا للدراسة العلمية جرى تدميره قبلًا أثناء الغزو المنغولي لخوارزم، مركز النهضة والحضارة الإسلامية عمومًا نتيجة لإعادة الإعمار خلال هذه الفترة.
اختلفت النهضة التيمورية عن التطورات الفنية والثقافية السابقة في عهد السلالة البويهية في أنها لم تكن إحياءً مباشرًا للنماذج الكلاسيكية، إنما كانت توسيعًا لجاذبيتها الثقافية عبر إدخال المزيد من الأساليب العامية في اللغة الفارسية. ورثت سلطنة مغول الهند النهضة التيمورية وكان لها أثر جسيم على الدول الأخرى في عهد إمبراطوريات البارود الإسلامية (تركيا العثمانية وإيران الصفوية).

## تاريخها
أُسست الإمبراطورية التيمورية على يد الأمير تيمورلنك في عام 1370 بعد احتلاله عدة من الدول الإلخانية الخلَف. عادة ما كان التيموريون يصفحون عن حيوات الفنانين المحليين بعد احتلال مدينة ما ويرحّلونهم إلى العاصمة التيمورية سمرقند. بعدما احتل التيموريون بلاد فارس في بداية القرن الخامس عشر، صار العديد من السمات الفنية الإسلامية متشابكًا مع الفن المنغولي الموجود أصلًا. جعل ترسيخُ تيمورلنك لقانون الشريعة الإسلامية لاحقًا في حياته من سمرقند واحدًا من مراكز الفن الإسلامي وبقيت موضع اهتمام ابن خلدون. نقلت الإمبراطورية عاصمتها إلى هراة في أواسط القرن الخامس عشر، وصارت هراة النقطة الحساسة للفن التيموري. كما هو الحال مع سمرقند، سرعان ما استقر الفنانون والمفكرون من مختلِف الخلفيات العرقية في هراة باعتبارها مركزًا للفن والثقافة، وعاجلًا صارت التعابير الثقافية التيمورية مختلطة مع قريناتها من التقاليد الأخرى وأضافوا على ذلك أيضًا.

### الفنون
استغرق الفن التورميدي في المفهوم الفارسي التقليدي «فنون الكتاب» وحسّن فيه. شهدت الأعمال الفنية التيمورية الجديدة مخطوطات ورقية مصوّرة (على الاختلاف مع البرشمانات) أنتجها فنانو الإمبراطورية. تميّزت هذه الأعمال المصورة بألوانها الغنية وتصاميمها المُحكمة. بسبب جودة الرسومات المنمنمة الموجودة في هذه المخطوطات، أشارت عالمة الآثار والمؤرخة الفنية سوزان يالمان من متحف المتروبوليتان للفنون قائلةً إن «مدرسة هراة للرسم المخطوطي غالبًا ما تُعتبر قمة الرسم الفارسي». غالبًا ما يُستشهد بالفولاذ التيموري المطعّم بالفضة لكونه ذا جودة عالية بخاصة. لم يكن الرسم حكرًا على المخطوطات، إذ أبدع العديد من الفنانين التيموريين لوحات جدارية معقدة أيضًا. صوّر العديد من هذه اللوحات الجدارية مشاهد طبيعية مستوحاة من كلا التقاليد الفارسية والصينية. في حين أن موضوع هذه اللوحات كان مستعارًا من ثقافات أخرى، لكن اللوحات الجدارية التيمورية ارتقت إلى أسلوبها الفريد الخاص في النهاية. لم تُستبعد التقاليد الفنية المنغولية بالكامل، إذ كانت التصويرات عالية الإتقان للشخصيات البشرية التي شوهدت في الفن التيموري خاصة القرن الخامس عشر مستمدة من هذه الثقافة.
شهد عهد السلطان حسين بايقرا نهضة إضافية في الفنون. اشتُهر بكونه صاحب إحسان وراعيًا للتعليم في مملكته. بنى السلطان حسين عددًا كبيرًا من البُنى ومن بينها مدرسة شهيرة؛ وقد وُصف بأنه «الحاكم التيموري المثالي في الفترة الأخيرة في بلاد ما وراء النهر»، وكان بلاطه المتمرّس ورعايته الفنية السخية مصدر إعجاب، لا سيما لابن عمه بابور من سلطنة مغول الهند.

### العمارة التيمورية
اعتمدت العمارة التيمورية على سمات العمارة السلجوقية. كان البلاط الفيروزي والأرزق يشكل خطوطًا معقدة وأنماطًا هندسية تُزيّن واجهات المباني. كان الداخل يُزيَن على نحو مماثل في بعض الأحيان، بالإضافة إلى رسومات ونقوش زخرفية جصية بارزة تُغني الانطباع. العمارة التيمورية ذروة الفن الإسلامي في آسيا الوسطى. ساعدت الصروح الرائعة والفخمة التي شيدها تيمورلنك وخلفاؤه في سمرقند وهراة في بث أثر مدرسة الفن الإلخانية في الهند، ما نهض بمدرسة العمارة المغولية (أو المنغولية) الشهيرة. بدأت العمارة التيمورية بضريح خوجة أحمد يسوي في كازاخستان الحالية وبلغت ذروتها في ضريح تيمورلنك كور أمير في سمرقند. ضريح المظفّر تيمورلنك كور أمير الذي بُني في القرن الرابع عشر مكسوّ «بالبلاط الفيروزي الفارسي». تُرى بالقرب منه، في مركز البلدة القديمة، «مدرسة فارسية الطراز» (مدرسة دينية) و«مسجد فارسي الطراز» بناها أولوغ بيك. ما زالت ضرائح الملوك التيموريين بقبابها ذات البلاط الفيروزي والأزرق من بين أرقى وأروع صروح العمارة الفارسية. التناظر المحوري سمة لكل البنى التيمورية الكبرى، لا سيما ضريح قثم بن العباس في سمرقند، ومجمع المصلى في هراة، ومسجد جوهرشاد في مشهد. تغزر القباب المزدوجة ذات الأشكال المختلفة والجوانب الخارجية المشبعة بالألوان الزاهية. عززت هيمنة تيمورلنك على المنطقة تأثيرَ عاصمته والعمارة الفارسية على شبه القارة الهندية.

### الأعمال المعدنية والخزفيات والنحت
أنتجت الإمبراطورية التيمورية مشغولات معدنية عالية الجودة أيضًا. شاع استخدام الفولاذ والحديد والنحاس والبرونز باعتبارها وسائط. غالبًا ما يُستشهد بالفولاذ التيموري المطعّم بالفضة لكونه ذا جودة عالية خاصة. عقب انهيار الإمبراطورية التيمورية، استولى العديد من الحضارات الإيرانية والميزوبوتامية على الأعمال المعدنية التيمورية.
أنتج الفنانون التيموريون خزفيات صينية الطراز. كان لنحت اليشم أيضًا بعض الوجود في الفن التيموري.